# Alessandro Scarponi
Alessandro Scarponi (Rimini, 23 giugno 1971) è un ex calciatore italiano, di ruolo centrocampista.

## Carriera
Mediano, ha militato in Serie A con le maglie di Torino e Cesena, senza mai scendere in campo.
Vanta poi 94 presenze in Serie B con Fidelis Andria, Torino, Reggiana e Cittadella.

## Palmarès

### Club

#### Competizioni nazionali
- Serie C2: 1

Vis Pesaro: 1991-1992
- Serie C1: 1

Fidelis Andria: 1996-1997